# TeLEOS-1
TeLEOS-1 ist der erste Erdbeobachtungssatellit aus Singapur.
Er wurde am 16. Dezember 2015 um 12:30 UTC mit einer PSLV-Trägerrakete vom Raketenstartplatz Satish Dhawan Space Centre zusammen mit Kent Ridge 1, VELOX CI, VELOX 2, Athenoxat 1 und Galassia in eine nahezu kreisförmige erdnahe Umlaufbahn gebracht. Er wurde als erster der Satelliten 47 Sekunden nach Brennschluss der vierten Stufe ausgesetzt.
Der dreiachsenstabilisierte und in einer hexagonalen Struktur aufgebaute Satellit ist mit einer zentralen Kamera ausgerüstet, die Bilder mit einer Auflösung von einem Meter, einem Dynamikumfang von 10 Bit pro Pixel und einer Schwadbreite von 12 km und einer Länge von 200 km liefern soll. Es können Bilder in einem Winkel von bis zu 45° abweichend zum Nadir und alle 12 bis 16 Stunden ein Bild vom gleichen Gebiet aufgenommen werden. Die Daten werden im X-Band mit bis zu 150 Mbps zur Erde übermittelt, die Kommunikation für die Telemetrie erfolgt im S-Band. Als Zwischenspeicher für die Daten dient ein 64 Gbits Solid State Recorder. Die Lageregelung erfolgt mit Hilfe von Stern- und Sonnensensoren. Seine vier Solargeneratoren erbringen eine Leistung von 680 Watt. Die Bilder sollen der inneren Sicherheit (gegen Piraterie und illegales Fischen) und dem Katastrophenmanagement dienen. Er wurde von der Singapore Technologies auf Basis des  SS-400-Satellitenbus gebaut, von Agil Space betrieben und besitzt eine geplante Lebensdauer von fünf Jahren.